# Trimerotropis saxatilis
Trimerotropis saxatilis es una especie de saltamontes perteneciente a la familia Acrididae. Se encuentra en Norteamérica.

## Hábitat
Trimerotropis saxatilis habita en los afloramientos de roca soleada expuesta y repisas. El tipo de roca aparentemente no importa mucho, aunque las rocas que son muy oscuras como el basalto parecen no estar habitadas. Los ambientes suelen ser de piedra caliza, conglomerado, arenisca o granito, y a menudo están incrustados de líquenes.

## Ciclo vital
Trimerotropis saxatilis pasa el invierno dentro de sus huevos, los que eclosionan en primavera. Los adultos aparecen a finales de primavera o principios de verano hasta las heladas.